# 드미트리 야조프

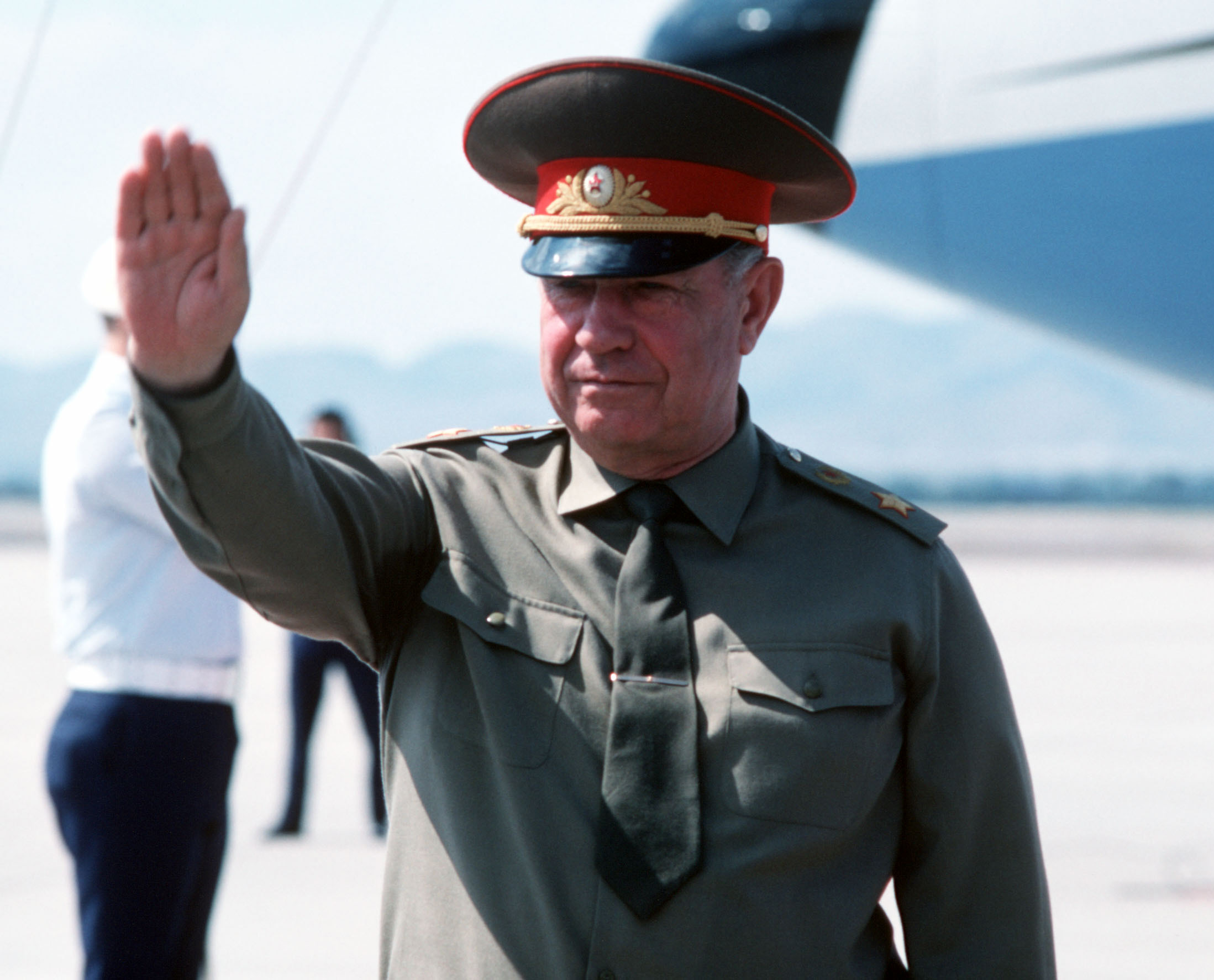
1989년, 미국을 방문한 야조프.

드미트리 티모페예비치 야조프(러시아어: Дми́трий Тимофе́евич Я́зов, 1924년 11월 8일 ~ 2020년 2월 25일)는 소비에트 사회주의 공화국 연방의 붕괴 이전에 임명된 마지막 소비에트 연방원수이다. 소비에트 연방의 원수로선 유일하게 시베리아 (현 옴스크 주)에서 태어났으며, 1987년부터 1991년까지 소비에트 사회주의공화국 연방의 국방부 장관을 지냈다.
1991년 8월 쿠데타 당시 보수파였던 그는, 개혁 노선에 반대하는 국가비상사태위원회에 가담했지만, 쿠데타의 실패로 체포되었다. 드미트리 티모페예비치 야조프는 1994년 사면되었으며 1998년부터 러시아 국방부 국제군사협력본부의 주임군사고문으로 일하기도 하였다. 2020년 2월 25일 모스크바에서 지병으로 향년 96세를 일기로 서거했다.
| 전임 세르게이 소콜로프 | 제7대 소련의 국방성 장관 1987년 5월 30일 ~ 1991년 8월 23일 | 후임 예브게니 샤포슈니코프 |